# Реко-реко
Реко-реко (или още наричн сапо-кубана) е музикален перкусионен инструмент от групата на идиофоните. Има бразилски произход и се използва в самбата.
Произвежда стържещ звук с малки вариации. По техниката си на звукоизвличане прилича на гуиро.